# 維諾赫拉迪夫卡 (日托米爾州)
50°1′1″N 27°55′57″E / 50.01694°N 27.93250°E
維諾赫拉迪夫卡（烏克蘭語：Виноградівка），是烏克蘭北部日托米爾州日托米爾區柳巴尔市镇的村落，始建於1682年，面積7.82平方公里，海拔高度251米，2001年人口162。